# 岩見照代
岩見 照代（いわみ てるよ、1946年 - ）は、日本の近代文学研究者。

## 経歴
兵庫県神戸市出身。神戸大学を卒業後、1980年に東京大学大学院人文科学研究科国語国文学専門課程修士課程を修了し、1981年に弘前大学教養部講師となった。この時点で既に結婚しており、娘がいた。1991年、イヴォンヌ・レイナーの講演に接したことを契機として、フェミニズム批評に進んだ。その後、麗澤大学教授となり、フェミニズム批評、ジェンダー批評の立場から日本の近代文学を検討する作業を続けた。麗澤大学では、外国語学部で日本語学科主任も務めた。

## 著書

### 単著
- ヒロインたちの百年-文学・メディア・社会における女性像の変容、學藝書林、2008年。ISBN 978-4875170808[4]

### 共編著・監修
- 平塚らいてう『平塚らいてう（作家の自伝 8）』（編）、日本図書センター、1994年10月。ISBN 4820580094
- 『有島武郎と作家たち』有島武郎研究会（編）、右文書院〈有島武郎研究叢書〉、1996年6月。ISBN 4842195088
- （関礼子、山田有策、北田幸恵、高田知波との共編著）樋口一葉事典、おうふう、1996年11月。ISBN 4273031914
- 『女性のみた近代（全2期、53巻）』高良留美子（共編）、ゆまに書房、2000年6月 - 2005年3月。NCID BA48509962
- 『近代日本のセクシュアリティ（7 - 12、24 - 29巻）』編、ゆまに書房、2006年7月 - 2009年6月。NCID BA78473070
- 『時代が求めた「女性像」（全2期、29巻）』監修、ゆまに書房、2010年10月 - 2014年3月。NCID BB04046911
- 『「婦人雑誌」がつくる大正・昭和の女性像（全30巻）』監修、ゆまに書房、2014年11月 - 2016年7月。NCID BB17745221